# Болошев, Александр Александрович
Александр Александрович Болошев (12 марта 1947, Электрогорск, СССР — 16 июля 2010, Волгоград, Россия) — советский баскетболист. Заслуженный мастер спорта СССР (1972).

## Достижения
- Олимпийский чемпион 1972 г.
- Чемпион мира 1974 г., серебряный призёр ЧМ-78.
- Бронзовый призёр чемпионатов СССР 1975, 1976, 1980
- Чемпион Европы 1969, 1971
- Серебряный призёр ЧЕ-75, бронзовый призёр ЧЕ-73.
- Чемпион Универсиады 1970 г., серебряный призёр 1973 г.
- Победитель Спартакиады народов СССР 1971, 1975, 1979
- Награждён медалью «За трудовую доблесть»

## Послеигровая карьера
Окончил Волгоградскую государственную академию физической культуры. Работал тренером женской команды «Динамо» (Москва), начальником мужской команды «Динамо» (Москва). Заместитель генерального директора БК «Химки» (1999—2010).

## Семья
Жена Надежда. Воспитал дочь Татьяну и внука Ивана.

## Смерть
Скончался от инсульта 16 июля 2010 в Волгограде. Похоронен в Химках. 16 июля 2012 года на Машкинском кладбище в Химках состоялось открытие памятника Александру Болошеву. На церемонии присутствовали родные, близкие, друзья, знакомые и коллеги по сборной.